# Кондулис, Александрос
Александрос Кондулис (греч. Αλέξανδρος Κοντούλης; 29 декабря 1858, Элефсис — 22 августа 1933, Афины) — греческий генерал-лейтенант, участник борьбы за Македонию во время Балканских войн и командующий Первым корпусом Армии Малой Азии во время Малоазийского похода греческой армии.

## Биография
Кондулис родился в городе Элевсина 29 декабря 1858 года. Его семья происходила из православных арнаутов.
В возрасте 20 лет добровольцем принял участие в восстании 1878 года в, османском тогда, Эпире. Был арестован турками и приговорён к смертной казни.
Освобождён после вмешательства британского посольства и вернулся в Греческое королевство.
По возвращении поступил в военное училище унтер-офицеров, которое окончил 22 сентября 1885 года в звании младшего лейтенанта пехоты.
В 1886 году принял участие в столкновениях на греко-турецкой границе в Фессалии.
После этого Кондулис был направлен служить в австрийской геодезической миссии, посланной в Грецию с целью создания Географической службы греческой армии
Получил звание лейтенанта 26 мая 1895 года.
Был вовлечён в тайное «Национальное общество», члены которого были недовольны внешней политикой Королевства и ставили целью освобождение от осман Эпира, Македонии и Крита.
С началом Греко-турецкой войны 1897 года, служил под командованием полковника К. Смоленскиса в 3-й бригаде и принял участие в боях под Велестино. За боевые заслуги и проявленное мужество был награждён, по предложению Смоленскиса, Серебряным крестом ордена Спасителя.

## Подпольная и революционная деятельность
Кондулис получил звание капитана 24 марта 1899 года.
Спровоцировав неудачную войну 1897 года, «Национальное общество» было распущено в 1900 году. Его преемником стало «Всегреческое стрелковое общество», в котором Кондулис был председателем в течение 10 лет
В силу своего вхождения в круги греческого ирредентизма и, одновременно, своего арнаутского происхождения, Кондулис был глубоко заинтересован в поддержке движения за независимость Албании и поддерживал контакты с албанским лидером Кемали, Исмаилом.

## Македонский вопрос
С 1903 года, после контактов с Меласом и Драгумисом, Кондулис сосредоточил своё внимание на Македонском вопросе. После контактов с епископом македонского города Кастория Германом, Кондулис стал ярым сторонником идеи отправки вооружённых отрядов в, османскую тогда, Македонию для противостояния болгарской «вооружённой пропаганде».
В то же время, он взял на себя, в качестве приёмного отца, уход за детьми македономахов (бойцов за воссоединение Македонии с Грецией), включая детей известного македономаха Христу, Константиноса (Капитана Котаса), чью биографию Кондулис написал позже.

## Македония
В феврале 1904 года Кондулис был послан в Македонию, где сталкивались греческие и болгарские интересы, возглавляя группу офицеров, в которую входили Папулас, Анастасиос, Колокотронис, Георгиос и Мелас, Павлос.
Будучи офицерами Греческого королевства, они действовали под псевдонимами. Кондулис избрал себе псевдоним Капитан Скуртис (греч. Καπετάν Σκούρτης), под которым и стал известен в Македонии.
Группа наладила контакты с местным населением и македономахами, такими как Христу, Константинос, П.Киру и Пирзас, Николаос. По возвращении в Греческое королевство, группа подготовила доклад греческому правительству о организации политической и вооружённой борьбы в Македонии. Колокотронис и Мелас вернулись в Македонию, где последний погиб в бою с турками в октябре 1904 года.
Современный болгарский историк Г. Даскалов пишет, что в своём докладе Кондулис и Мелас заявляли, что в Македонии имеются условия для развития греческой военной пропаганды. Папулас и Колокотронис были более сдержанными, считая ситуацию неблагоприятной и что позиции болгар в Македонии будет трудно изменить. Правительство и генеральный штаб приняли доклад Кондулиса и Меласа, что положило начало греческой вооружённой борьбе за Македонию.

## Албания
По возвращении из Македонии, Кондулис получил звание майора 15 октября 1908 года, и подполковника 6 июля 1911 года.
В течение всего предыдущего периода Кондулис поддерживал контакт с лидером албанского национального движения Кемали, Исмаилом, выступая в роли посредника между греческим правительством и албанцами. Когда в 1911 году в Малеша состоялось вооружённое выступление албанцев против осман, Кондулис вновь, под своим старым военным псевдонимом Скуртис, отправился в Шкодер и черногорскую столицу Цетине, призывая христиан региона дезертировать из османской армии и настаивать на уступках религиозным и национальным меньшинствам со стороны османского правительства. Кемали также подписал призыв Кондулиса и Драгумиса о создании «Восточной Федерации» наций османских Балкан.

## Балканские войны
В Первой Балканской войне Кондулис принял командование группой батальонов гвардейцев (эвзоны) в Армии Эпира. Отличился в Сражении при Аэторахи, где будучи раненным продолжал сражаться.
В Сражении при Бизани 3 декабря 1912 года был тяжело ранен и госпитализирован.
После выздоровления, Кондулис был назначен военным правителем города Корча, Северный Эпир.
Получил звание полковника 21 мая 1913 года.

## Первая мировая война
Во время Первой мировой войны и Национального раскола Кондулис оставался лояльным королю Константину. Получил звание генерал лейтенанта 21 мая 1917 года.
После низложения Константина в июне 1917 года, как многие другие монархисты, Кондулис был отстранён и вернулся на действительную службу только после победы монархистов над Венизелосом на выборах ноября 1920 года.

## Малая Азия
С 1919 года, по мандату Антанты, Греция получила контроль на 5 лет (до проведения референдума) малоазийского региона вокруг Смирны, имевшего тогда значительное греческое население. Греческая армия ввязалась здесь в бои с кемалисталистами. Монархисты победили на выборах ноября 1920 года, обещая «мы вернём наших ребят домой». Вместо этого, новое правительство продолжило войну.
Два месяца после ноябрьских выборов 1920 года, в начале 1921 года, Кондулис был назначен новым монархистским правительством Гунариса командующим Первого корпуса в Армии Малой Азии, сменив на этом посту, охарактеризованного как сторонника Венизелоса, генерал-лейтенанта Нидера, и оставался на этом посту до июня 1922 года.

## Весеннее наступление 1921 года
В ходе наступления, Первый корпус Кондулиса располагал только двумя дивизиями (2-й и 12-й) поскольку 1-я дивизия оставалась на берегах реки Меандр, следя за действиями итальянцев.
Наступление началось 10/23 марта и Первый корпус наступал в направлении города Афьонкарахисар.
В отличие от Третьего корпуса армии, Первому корпусу Кондулиса удалось выполнить поставленные задачи и взять Афьонкарахисар (Первая битва при Инёню), но Кондулис запросил командование и получил положительный ответ отступить от Афьонкарахисара и занять позиции у Тумлу Бунара .
28 марта /10 апреля 2-я дивизия полковника П.Каллидопулоса отбивала атаку войск Рефет-паши и непрерывно контратаковала. Исход боя решил 5/42 гвардейский (эвзоны) полк Пластираса, пробившийся тыл турок в районе села Ашыгкёй. Турки оставили на поле боя 800 убитых и 200 пленных.

## Летнее наступление 1921 года
Кондулис со своим корпусом принял участие в победном для греческого оружия «Большом летнем наступлении» 1921 года и в Сражении при Афьонкарахисаре-Эскишехире.
Греческая армия преодолела турецкое сопротивление, заняла города Афьонкарахисар, Эскишехир и соединяющую их железнодорожную линию.
Но турки, несмотря на их поражение, успели выйти из окружения и произвели стратегический отход на восток за реку Сакарья. Перед греческим руководством встала дилемма. Греция находилась в состоянии войны с 1912 г. Страна была истощена и ждала мира. Армия устала и ждала демобилизации. Именно обещание прекратить войну позволило монархистам выиграть выборы у Э. Венизелоса, несколько месяцев тому назад. Предполагаемая стратегическая окончательная победа обернулась лишь ещё одним тактическим поражением турок. Король Константин I, премьер-министр Димитриос Гунарис и генерал А.Папулас встретились в Кютахье, для обсуждения будущего кампании. Политическая ситуация складывалась не в пользу Греции. Греция была вовлечёна в малоазийский поход по мандату Антанты, но война превращалась в греко-турецкую. Из союзников Италия уже сотрудничала с кемалистами; Франция, обеспечив свои интересы, тоже пошла по этому пути; поддержка Англии носила вербальный характер. Перед греческим руководством стоял выбор из трёх вариантов:
1. уйти из Малой Азии и закрепить за собой Восточную Фракию (сегодняшняя Европейская Турция). Но это означало бросить на произвол судьбы коренное греческое население Ионии.
2. занять оборонную позицию.
3. идти за турками и брать Анкару, ставшую центром турецкого сопротивления. Для этого похода сил у Греции было недостаточно. К тому же часть сил нужно было оставить для контроля за вытянувшимися коммуникациями.

Современный английский историк Д.Дакин пишет что начальник греческого генштаба Дусманис, Виктор был категорически против дальнейшего наступления.
Правительство торопилось закончить войну и, не прислушиваясь к голосам сторонников оборонной позиции, приняло решение наступать далее. После месячной подготовки, которая и туркам дала возможность подготовить свою линию обороны, семь греческих дивизий форсировали реку Сакарья и пошли на восток.
Будучи монархистом и командующим 1-го Корпуса армии, Кондулис был среди офицеров, выразивших в сентябре 1921 года протест против проводимой правительством кадровой политики, когда из 28 офицеров получивших звание генерал-лейтенанта, только 10 принимали участие в войне, а остальные были приближёнными трона и отсиживались в Греции.

## Битва при Сакарье
В битве за Анкару, получившей в историографии имя Битва при Сакарье, Кондулис командовал одним (Первым) из трёх корпусов Армии Малой Азии.
3 армейских корпуса начали свой поход 1/14 августа 1921 года и, переправившись без боя через реку Сакарья и совершив 100—150 километровый переход через «Солённую пустыню», подошли к Анкаре. К 15/28 августа греческие войска, прорвав первую линию турецкой обороны, атаковали вторую линию обороны, но уже без артиллерийской подготовки, оставшись без снарядов.
Кондулис информировал командование что его корпус остаётся и без боеприпасов для стрелкового оружия. Положение временно спас подполковник Спиридонос, который возглавил колонну 120 грузовиков с боеприпасами, выступившую за Сакарью в сторону фронта. Колонна подвеглась атаке 5-й каваллериской группы турок, под командованием Фахредин-бея. Но Спиридонос дал команду не ввязываться в бой и на полной скорости идти вперёд. 90 грузовиков шедших в голове колонны прорвались. 20 шедших в хвосте успели развернуться и вернуться назад. 10 грузовиков и их экипажи были уничтожены.
В тот же день, 15/28 августа, Первый корпус Кондулиса получил приказ атаковать высоты Чал Даг и Ардиз Даг на второй линии обороны турок. Основная тяжесть по взятию Ардиз Дага легла на 12-ю дивизию полковника П.Каллидопулоса и 1-ю полковника И.Франгоса.
Турки отступили на хребет Ардиз Дага. Посланный на развитие наступления 1/38 гвардейский (эвзоны) полк обратил в бегство 3-ю Кавказскую дивизию турок.
В 5 утра 12-я дивизия заняла Ардиз Даг. Солдаты «Шейтан аскера» (Дьявольской армии) как их именовали турки ворвались в окопы. Турки побежали. Целый батальон 176-го турецкого полка (355 офицеров и солдат) был взят в плен. Ни разу до этого греческая армия в Сражении за Анкару не брала в плен целое турецкое соединение.
18/31 августа два полка 2-й дивизии (34-й и 41-й) атаковали «высоту 1340», но были остановлены огнём противника. 20 августа/ 2 сентября 12-я дивизия заняла западные склоны Чал Дага и отбивала контратаки турок. 2-я дивизия, совершив генеральную атаку, опрокинула 17-ю турецкую дивизию и в 10 вечера заняла самую высокую вершину Чал Дага.
Новая победа, но без перспективы на завершение войны.
Мустафа Кемаль заявлял журналистам: «Буду обороняться перед Анкарой, буду обороняться в Анкаре, буду обороняться после Анкары».
Наступление греческой армии без резервов и боеприпасов начало выдыхаться. Первым о необходимости отхода заявил командир Второго корпуса, принц Андрей, но командующий Папулас с гневом отклонил предложение.
Почувствовав спад атак греческой армии, Кемаль предпринял 28 августа/10 сентября атаку между 1-й дивизией Первого корпуса и 5-й дивизией Второго корпуса. Греческие дивизии остановили атаку и, произведя контратаку, преследовали турок. Ещё одна победа, но 1-я дивизия осталась почти без боеприпасов.
Командование Армии Малой Азии утром 29 августа/ 11 сентября приняло решение отойти за Сакарью, но известило об этом Корпуса ночью того же дня. Первый и Третий корпуса продолжали сражение в течение всего дня. И в последний день Сражения за Анкару 2/39 гвардейский (эвзоны) полк взял в плен 124 турецких солдат.
Получив приказ, Первый корпус оставил Чал Даг в 01:00 30 августа настолько бесшумно, что турки только на рассвете оссознали что перед ними уже нет греков..
В Битве за Анкару греческая армия не смогла взять Анкару и, сохраняя порядок, отошла назад за реку Сакарья. Как писал греческий историк Д. Фотиадис «тактически мы победили, стратегически мы проиграли».
Монархистское правительство удвоило подконтрольную ему территорию в Малой Азии, но возможностями для дальнейшего наступления не располагало. Одновременно, не решив вопрос с греческим населением региона, правительство не решалось эвакуировать армию из Малой Азии. Фронт застыл на год.

## После Малой Азии
В марте 1922 года союзники информировали греческое правительство о решении эвакуации греческой армии из Малой Азии. В создавшейся ситуации, командующий Армией Малой Азии генерал-майор Анастасиос Папулас предложил правительству, как единственное решение, провозгласить автономию Ионии (запада Малой Азии). Предложение не было принято и Папулас подал в отставку. В мае 1922 года, после отставки А. Папуласа, Кондулис вместе генерал-лейтенантом Полименакос, Георгиосом был в числе трёх кандидатов на его пост. Но монархистское правительство, не доверяя политическим взглядам Кондулиса и Полименакоса, назначило на этот пост Г.Хадзианестиса, «самого ненавистного в армии офицера, из-за его характера».
В мае 1922 года Кондулис был заменён на посту командующего Первым корпусом генерал лейтенантом Н.Трикуписом.
Вернувшись в Грецию, Кондулис получил назначение в Генеральный штаб. Ушёл в отставку 24 апреля 1923 года.

## Посол
В отличие от многих других офицеров, Кондулис отказался быть втянутым в политические потрясения, которые охватили страну после поражения экспедиционного корпуса в августе 1922 года и последовавшей резни и изгнания турками коренного греческого населения Малой Азии. После отставки из армии ему был предложен пост посла в Албании, от которого он первоначально отказался, но принял в конечном итоге в 1925 году и оставался на этом посту до 1926 года.
Будучи на пенсии, он проживал в Пирее, собрал значительный личный архив и, в качестве председателя, был вовлечён в издательский комитет, который опубликовал Большую Военную и Морскую энциклопедию в 1929—1930 годах.
Кондулис умер 22 августа 1933 года в Афинах.